# ایدم‌کوی (کوزان)
ایدم‌کوی (به ترکی استانبولی: İdemköy) یک منطقهٔ مسکونی در ترکیه است که در قوزان (ترکیه) واقع شده‌است.